# Euphorbia regis-jubae
Espèce
Euphorbia regis-jubae est une espèce de plantes à fleurs de la famille des Euphorbiacées trouvée aux iles Canaries et au Maroc.

## Dénomination
Les noms locaux aux Îles Canaries sont Tabaiba morisca, Tabaiba salvaje ou  Higuerilla.

Le nom regis-jubae a été attribué en référence au roi antique berbère Juba II .

## Synonymes
Synonymes homotypiques:
- Euphorbia obtusifolia subsp. regis-jubae (J. Gay) Maire (1936)
- Euphorbia lamarckii subsp. regis-jubae (J. Gay) Oudejans (1993)
- Euphorbia virgata subsp. regis-jubae (J. Gay) Soldano (1994)

Synonymes hétérotypiques:
- Euphorbia capazii Caball. (1935)
- Euphorbia pseudodendroides H. Lindb. (1932)
- Euphorbia obtusifolia var. pseudodendroides (H. Lindb.) Maire (1936)
- Euphorbia mauritanica Webb ex J. Gay (1847)

## Répartition
Euphorbia regis-jubae est endémique à une zone comprenant les îles Canaries orientales (Grande Canarie, Fuerteventura, Lanzarote et archipel de Chinijo) et le Parc national de Souss-Massa au sud du Maroc.

## Description
C'est un arbuste qui peut atteindre 1,5 m de haut.
- Les feuilles sont lancéolées
- Les infloresences sont situées en rosettes terminales[2].

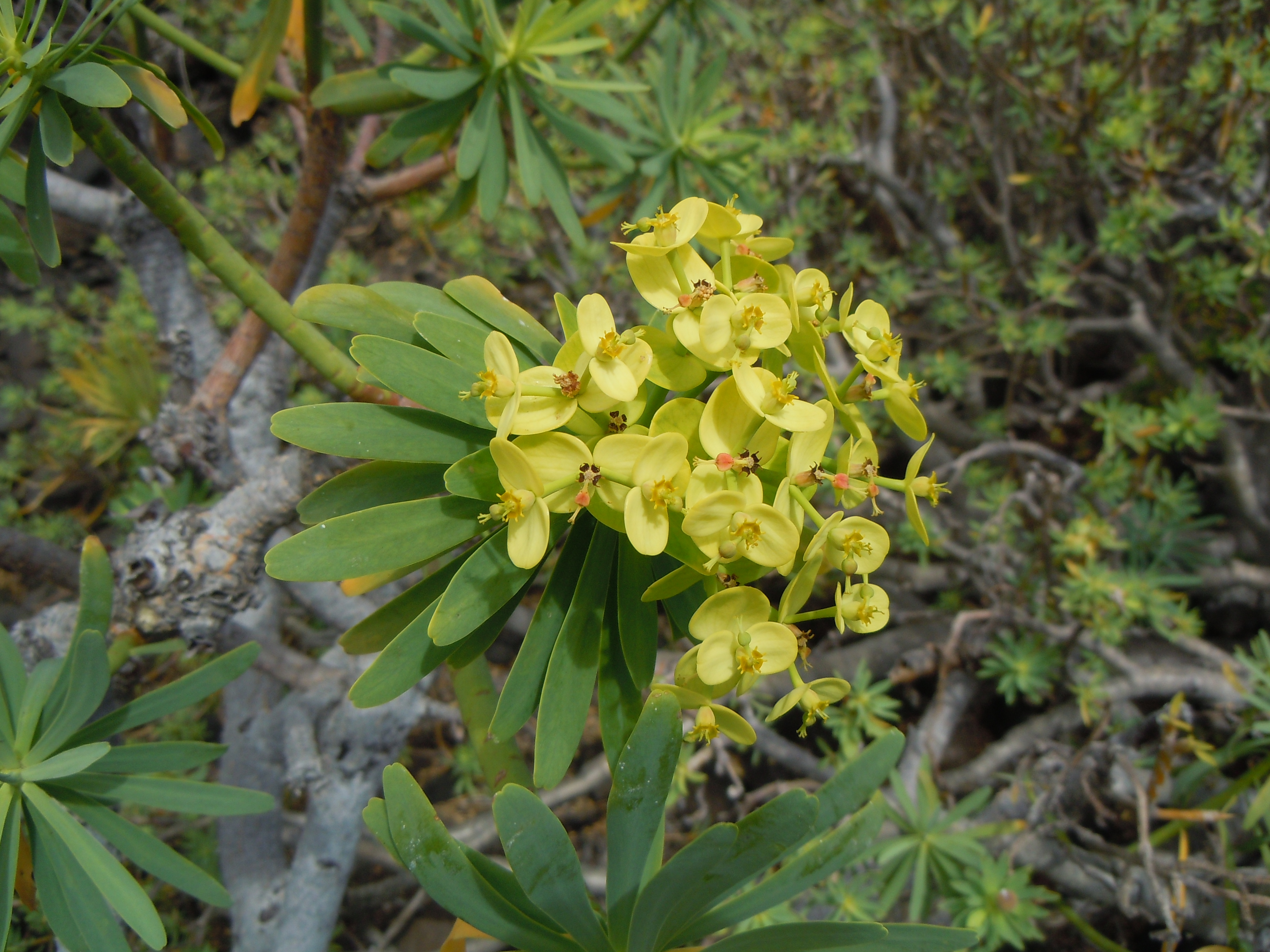
Inflorescence pédonculées en rosette terminale.
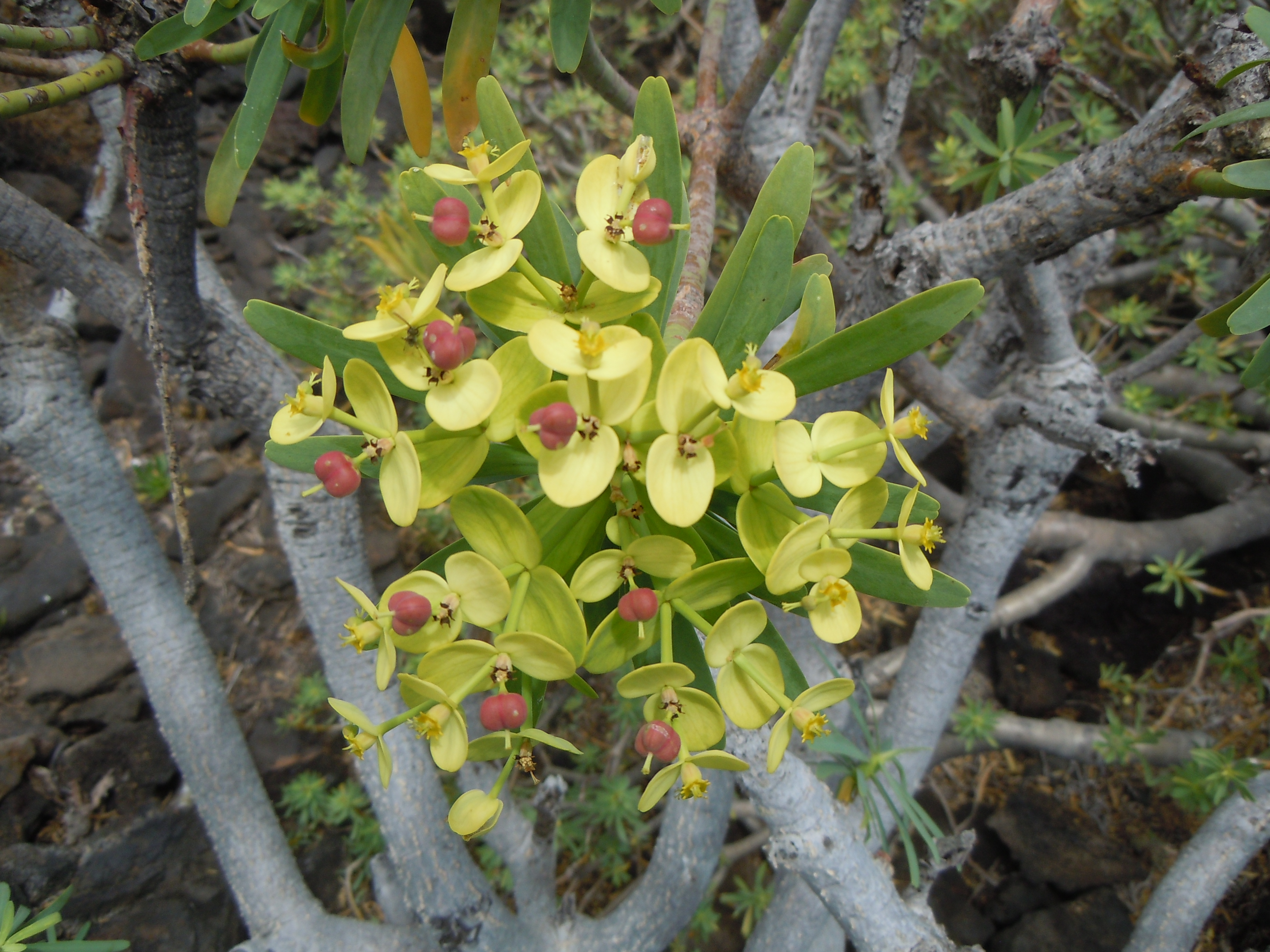
Infructescence, les bractées persistent lors de la fructification[1].

## Utilisation
Le latex de la plante est un antalgique toxique.